# Реформатский, Александр Николаевич
Александр Николаевич Реформатский (1864—1937) — русский советский химик-орга́ник. Родился в семье священника Николая Александровича и Марии Тимофеевны Реформатских. Брат химика Сергея Реформатского, психиатра Николая Реформатского и преподавателя-филолога Леонида Реформатского; отец А. А. Реформатского.

## Биография
Родился в 1864 году в селе Борисоглебское Юрьевецкого уезда Костромской губернии (в 1972 году село Борисоглебское было объединено с деревнями Обжерихой, Горбунихой и другими, новый населенный пункт получил название Обжериха, ныне село Обжериха Юрьевецкого района Ивановской области) в семье священника Николая Александровича и Марии Тимофеевны Реформатских. Был третьим из четырёх братьев в семье. Учился в Кинешемском духовном училище и Костромской семинарии. В 1883 году поступил вольнослушателем на физико-математический факультет Казанского университета (разряд естественных наук), куда последовал за старшим братом Сергеем; в 1884 сдал экзамен на аттестат зрелости при 1-й казанской гимназии и был зачислен в студенты. Окончил университет в 1888 году со степенью кандидата и золотой медалью за сочинение на заданную факультетом тему (в частности, за работу «Исследование льняной кислоты» (Казань, 1889. — 73 с.)) — ученик А. М. Зайцева. Его взрослые работы также были связаны с исследованиями льняной кислоты и болгарского розового масла; исследование розового масла было начато по просьбе правительства Болгарии.
По окончании Казанского университета, по предложению министра народного просвещения, был оставлен при кафедре химии для подготовки к профессорскому званию, но в конце 1889 года по приглашению В. В. Марковникова перешёл в Московский университет. Уже в 25 лет читал курсы органической химии и истории химии. До 1896 года состоял сверхштатным лаборантом при лаборатории органической и аналитической химии. В 1891 году ему был присвоен чин коллежского секретаря. 27 марта 1893 года, после сдачи магистерского экзамена, был принят в число приват-доцентов университета, а 10 июня того же года за выслугу лет произведен в титулярные советники. В качестве приват-доцента читал факультативные курсы: «Периодическая система химических элементов», «История химии», «Органическая химия (ароматический ряд)» и др.

"Большим успехом у студентов пользовался и А. Н. Реформатский, тогда ещё приват-доцент кафедры химии. Он читал нам необязательный курс неорганической химии — «Периодическая система химических элементов». Он был действительно блестящим лектором, и его аудитория всегда наполнялась до отказа; закончив лекцию он сходил с кафедры под наши бурные аплодисменты.— В. Д. Зёрнов
В 1894 году работал у В. Мейера в Гейдельберге. В 1896 году был направлен в научную командировку за границу на 4 месяца. Совместно с В. В. Марковниковым исследовал состав розового масла (1894), изучал ароматические альдегиды (1901).
Одновременно с работой в Московском университете с 1898 года он был профессором Московских коллективных курсов (преобразованных в 1900 году в Высшие женские курсы, а в 1918 — во 2-й МГУ). Также в 1898—1906 годах он был профессором Московского технического училища, а в 1906—1916 гг. — директором Московской практической академии. С 1894 года преподавал химию в Московском коммерческом училище. Читал курсы «Общая (неорганическая) химия», «Общая (органическая) химия».
За многогранную научную и преподавательскую деятельность Александр Реформатский был награжден орденами Св. Анны 2-й и 3-й степеней, Св. Станислава тех же степеней, медалями в память царствования императора Александра III и Св. коронования их императорских величеств.
А. Н. Реформатский — один из организаторов Московского народного университета им. А. Л. Шанявского, где в 1906—1921 годах был профессором и членом правления; устроил при нём химическую лабораторию.
В декабре 1916 года избран гласным Московской городской думы, но результаты выборов утверждены не были.
Стал магистром химии, защитив в мае 1908 года в Казанском университете работу по теме «Одноатомные непредельные спирты жирного ряда. Синтез спиртового ряда CnH2n-5OH» (М.: тип. т-ва И. Д. Сытина, 1908. — 408 с.). В 1911 году покинул Московский университет в связи с делом Кассо и вернулся в него в мае 1917 года — приват-доцентом химии; с октября 1918 года — профессор. В конце 1917 года был привлечён к работе в Наркомпросе, избран деканом физико-математического факультета МГУ (1919), профессором кафедры химии (1919), деканом химико-фармацевтического факультета 2-го МГУ, а также профессором Академии коммунистического воспитания.
С 1930 года — профессор Московского института тонкой химической технологии. После революции также преподавал в Институте гражданских инженеров, Московском лесотехническом институте, Академии коммунистического воспитания имени Крупской, Московском институте стали имени Сталина, Московском текстильном институте (где заведовал кафедрой общей и неорганической химии) и других учебных заведениях. Советское правительство высоко оценило большие заслуги А. Н. Реформатского в научно-педагогической деятельности, и в 1935 году ему было присвоено звание заслуженного деятеля науки РСФСР.
Супруга Александра Николаевича, Екатерина Адриановна Головачева, окончила частную Московскую гимназию Арсеньевой, получив диплом домашней учительницы по русскому языку и истории. В 1917 году она успешно окончила Московские высшие женские курсы и впоследствии стала преподавателем литературы в школе.

## Память
Именем А. Н. Реформатского названа кафедра неорганической химии в Московском институте тонкой химической технологии.